# L'amante immortale
L'amante immortale (Daisy Kenyon)  è un film del 1947 diretto e prodotto da Otto Preminger. È ispirato al romanzo omonimo scritto nel 1945 da Elizabeth Janeway.

## Trama
Daisy Kenyon è una disegnatrice newyorkese innamorata di Dan O'Mara, un avvocato sposato che non si decide a lasciare la moglie. Quando la donna conosce Peter Laphard, un reduce di guerra vedovo che le chiede di sposarlo, lei accetta. Dan rientra dalla California, dove era andato per seguire un caso, e scopre che Daisy, durante la sua assenza, si è sposata.
Peter porta Daisy a Capo Cod, dove lavorava come costruttore e dove viveva con Susy, la sua prima moglie. L'uomo soffre perché dubita dell'amore di Daisy ma un giorno, finalmente, lei si decide a dirgli che lo ama. Dovendo tornare a New York per lavoro, la donna torna nel suo vecchio appartamento che condivide con sua sorella Mary, che all'occorrenza le fa anche da modella. Un giorno Dan, prendendo un taxi dall'aeroporto, dà distrattamente quell'indirizzo al tassista. Rivede così Daisy e quando torna a casa le telefona dichiarandole il suo amore. Ma Lucille, sua moglie, ascolta la telefonata e la interrompe. Dan, furioso, minaccia addirittura di ucciderla.
Il socio di Dan nello studio legale è suo suocero, Coverly, che lo informa che la figlia ha chiesto il divorzio e anche l'affidamento delle loro due figlie. Dan si rifiuta di accettare e lascia lo studio. All'udienza Dan scoprirà che Lucille, per sfogare la sua rabbia, ha maltrattato la figlia minore. Quando però si cerca di indagare nella sua vita privata Dan, umiliato per quelle ingerenze, accetta tutte le richieste di Lucille e poi presenta a Peter i documenti da firmare per farlo divorziare da Daisy. Peter scopre che invece la moglie non ne sa nulla.
Per mettere ordine nei suoi sentimenti Daisy rientra a Capo Cod, dove però Dan e Peter la seguono. In un attacco di panico, la donna spinge l'auto a una velocità eccessiva per sfuggire ai due e finisce fuori dalla strada ghiacciata cappottando la macchina. Anche se malconcia, è incolume perciò ritorna al cottage a piedi ma vi trova Dan e Peter. Mentre il marito attende fuori, Dan le chiede finalmente di sposarlo ma l'incidente ha fatto capire a Daisy di amare Peter e che Dan ora deve pensare solo al futuro delle figlie.

## Produzione
Il film fu prodotto dalla Twentieth Century Fox Film Corporation. Le riprese durarono dal 16 giugno ai primi giorni di agosto del 1947.
Joan Crawford, che avrebbe voluto la parte di Daisy Kenyon per sé stessa, non riuscì a comperare i diritti del romanzo di Elizabeth Janeway che, secondo l'Hollywood Reporter del luglio 1945, furono acquisiti dalla Twentieth Century-Fox intenzionata a dare il ruolo di Daisy a Gene Tierney. Nel gennaio 1946, il giornale annunciava che candidata al ruolo - che poi sarebbe stato affidato comunque alla Crawford - era Jennifer Jones.
Margaret Buell Wilder e Ted Sills scrissero una prima sceneggiatura incompleta nell'agosto 1945. In seguito, Ring Lardner, Jr. venne assunto per rivedere quella riscritta da David Hertz, ma i loro contributi non sembrano essere stati determinanti per il risultato finale della sceneggiatura.

### Distribuzione
Distribuito dalla Twentieth Century Fox Film Corporation, negli Stati Uniti il film uscì il giorno di Natale, il 25 dicembre 1947.